# Petite Aiguille
Petite Aiguille är en bergstopp i Schweiz.   Den ligger i distriktet Entremont och kantonen Valais, i den södra delen av landet, 110 km söder om huvudstaden Bern. Toppen på Petite Aiguille är 3 517 meter över havet, eller 88 meter över den omgivande terrängen. Bredden vid basen är 0,54 km.
Terrängen runt Petite Aiguille är huvudsakligen mycket bergig. Närmaste större samhälle är Bagnes, 16,2 km norr om Petite Aiguille. 
Trakten runt Petite Aiguille består i huvudsak av gräsmarker. Runt Petite Aiguille är det glesbefolkat, med 12 invånare per kvadratkilometer.